# Инсекти у књижевности
Инсекти у књижевности су се појављивали од класичних времена до данас, што је аспект њихове улоге у култури уопште. Инсекти представљају и позитивне квалитете као што су сарадња и напоран рад, и негативне као што је похлепа.
Међу позитивним особинама, мрави и пчеле представљају марљивост и сарадњу од Књиге пословица и Езопових басни до прича Беатрикс Потер. Инсекти, укључујући и вилине коњице, који симболизују хармонију са природом, док је лептир у јапанском хаикуу представљао срећу у прољеће, као и душу умрле особе.
Инсекти су подједнако коришћени због своје необичности и ванземаљских квалитета, са џиновским осама и интелигентним мравима који пријете људском друштву у научнофантастичним причама. Скакавци су представљали похлепу, а буквалније кугу и уништење, а такође су указивали на непромишљеност, док се мува користила за означавање смрти и пропадања. Обади су се од класичних времена користили за приказивање мучења, појављујући се у Есхиловом комаду и поново у драмама Виљема Шекспира — „Краљ Лир“ и „Антоније и Клеопатра“; комарци имају сличну репутацију.

## Преглед
Инсекти играју важну улогу у око стотину романа и стотину кратких прича у енглеској књижевности. Користе се за приказивање позитивних и негативних квалитета, најчешће негативних, укључујући заробљавање, пецкање, грабеж и ројење. Уобичајени су у фантазији, а посебно у научној фантастици, често као земаљски или ванземаљски зликовци. Детективски романи понекад користе инсекте као неочекивано оружје за убиство. Мува на зиду се користи као воајер да прича еротске приче у књизи Ричарда Чопинга — „Мува“ и анонимној „Аутобиографији буве“. Франц Кафка је користио необичност метаморфозе инсеката у својој приповјетци „Преображај“ (њем. Die Verwandlung), као и неколико аутора од тада.

## Позитивни квалитети

### Марљивост и сарадња
Антропоморфизовани мрави су често коришћени у бајкама, дјечијим причама и вјерским текстовима да би представили марљивост и заједнички напор. У „Књизи пословица“, мрави се сматрају добрим примјером за људе за њихов труд и сарадњу. Исто је учинио и Езоп у својој басни „Цврчак и мрави“, у којој се говори о цврчку који проводи прољеће и љето пјевајући и свирајући, док су мрави радили да би скупили храну за зиму. Када је зима дошла и снијег нападао, цврчак је морао да моли мраве за мало хљеба, што су мрави одбили говорећи му да сада игра и пјева, док траје зима кад већ раније није мислио о храни. Неки модерни аутори су користили мраве да коментаришу однос између друштва и појединца, као на примјер Роберт Фрост у својој пјесми „Departmental” и Теренс Херберт Вајт у његовом фантазијском роману „Некадашњи и будући краљ“.
Илустрована књига за дјецу Беатрикс Потер из 1910. — „Прича о госпођи Титлмаус“, приказује ужурбаног бумбара — Babbity Bumble и њено легло.
„Џугнла скакаваца“ је приповјетка за младе, коју је 2014. године написао Ендру Анселмо Смит, док је дјело „Жена која је вољела инсекте“, јапанска прича из 20. вијека, једна од десет кратких прича из колекције Цуцумија Моногаторија.

### Хармонија са природом
Ирски пјесник — Вилијам Батлер Јејтс, написао је „Језерско острво Инисфри“ (1888), са двостихом медоносне пчеле: „девет редова пасуља ћу имати тамо, кошницу за пчелу, / И живјети сам на пропланку бучних пчела“, док је живио у Бедфорд Парку, у Лондону.
Лафкадио Херн је у својој књизи „Јапански списак“ из 1901. написао да су јапански пјесници створили хаикуе о вилиним коњицима „готово онолико колико и самих вилиних коњица има у рану јесен“. Пјесник Мацуо Башо (1644–1694), написао је хаику „Гримизни коњ“, у којем пише: „махуна бибера / додај два пара крила, и погледај / јури вилин коњиц“, повезујући јесење доба са вилиним коњицем. Хори Бакусуи (1718–1783) је на сличан начин написао хаику „Обојен је у / Бојом јесењих дана, / О црвени вилин коњиц.“
Пјесник Алфред Тенисон, описао је вилиног коњица који цијепа своју стару кожу и извија блиставу металик плаву попут „сафирне верижњаче“ у својој пјесми „Два гласа“ из 1842. године, са стиховима „Унутрашњи импулс раздире вео / Његове старе љуске: од главе до репа / Изашле су прозирне плоче од сафирне верижњаче."
Романописац Херберт Ернест Бејтс, описао је брзи, окретни лет вилиних коњица у својој публицистичкој књизи из 1937. године — „Низ ријеку“:
Једном сам видио бескрајну поворку, тик изнад области локвања, малих сафирних вилиних коњица, непрекидну игру плаве газе преко снежног цвијећа изнад стаклене воде. Све је било ограничено, на праве вилине коњице, на један мали простор. Било је то непрекидно окретање и враћање, бескрајно јурење, позиционирање, ударање и лебдење, тако брзо да се често губило на сунчевој свјетлости.

### Духовни свијет
У традиционалној Навахо религији, Велика Мува је важно духовно биће, а Лиланд Клинтон Вајман је у својој књизи написао: „Скоро сваки елемент у универзуму може бити персонализован на тај начин, па чак и најмањи од њих, као што су сићушна вјеверица и они мали инсекти помагачи и ментори божанства и човјека у митовима, Велика мува (Dǫ'soh) и сазријевач (кукурузна буба) дјевојка ('Anilt'ánii 'At'ééd), неопходне су за хармоничну равнотежу универзума као и велико Сунце.
Есеј „Лептири”, Лафкадија Херна анализира третман лептира у јапанској књижевности, како у прози тако и у поезији. Он напомиње да се тамо често алудира на кинеске приче, као што је једна о младој жени коју су лептири сматрали цвијетом. Од кратких јапанских хаику пјесмама о лептирима од 17 слогова, он је превео 22, укључујући и једну од хаику мајстора Мацуо Башоа, у којој се каже да лептир сугерише срећу у прољеће, са стиховима: „Пробуди се! Пробуди се! лептир“. Друга пореди облик лептира са јапанском свиленом горњом хаљином, хаори, која се „скида“, док се у трећој каже да изгледају као дјевојчице од „око седамнаест или осамнаест година“. Херн је такође препричао стару причу о човјеку који умире после 50 година сам, а све то вријеме свакодневно је оплакивао своју драгу Акико. Док је умирао, „веома велики бијели лептир је ушао у собу и сјео на јастук болесника“. Човјек се смије у смрти. „Онда је то морала бити Акико!“, каже старица која га је познавала.

## Негативни квалитети

### Чудна и ванземаљска бића
Инсекти су више пута коришћени у литератури као чудна или ванземаљска бића. Сер Џон Тенијел је нацртао чувену илустрацију Алисе у сусрету са гусјеницом у књизи Алиса у земљи чуда, коју је написао Луис Керол 1865. Гусјеница сједи на печурци и пуши лулу за наргилу; слика се може тумачити као да показује или предње ноге ларве или да сугерише лице са избоченим носом и брадом. Херберт Џорџ Велс је писао о интелигентним мравима који уништавају људска насеља у Бразилу и угрожавају људску цивилизацију у својој научнофантастичној причи из 1905. године, “Царство мрава”, а писао је о џиновским осама у свом роману “Храна богова и како је дошла на Земљу”. из 1904. године:
Полетио је, увјерен је, на јарду од њега, ударио у земљу, поново се подигао, поново се спустио можда тридесетак јарди даље, и преврнуо се извијајући се тијелом и убадао је и напријед и назад у последњој агонији. Испразнио је оба пуњења у њу прије него што се усудио да приђе. Када је дошао да измјери ствар, открио је да је широка двадесет седам и по инча у широким отвореним крилима, а њен убод је био дугачак три инча. ... Дан касније, бициклиста је возио низ брдо између Севеноакса и Тонбриџа, за длаку је избјегао да прегази ове дивове који су пузали преко пута.
Године 1917. аутор приче о духовима — Алџернон Блеквуд, написао је књигу „Египатски стршљен“, о звијери истовремено алармантној и лијепој: „из даљине је испитао овај упад ђавола. Био је миран и веома тих. Био је дивно направљен, и прије и иза. Крила су му била склопљена на његовом страшном тијелу. Из њега су вириле дугачке, вијугаве ствари, зашиљене попут искушења, такође и бодљикаве. Било је отрова, а ипак благодати, у његовом изврсном изгледу.“ Прича супротставља реакције на пријетње црквењака, велечасног Џејмса Милигана, и „развратног“ господина Малинса.
Књига „Оса“, писца научне фантастике, Ерика Френка Расела из 1957. има свог протагониста, Џејмса Моурија, као терористи „осе“, малу али смртоносну људску силу усред Сиријанског царства.

### Похлепа
Пошасти скакаваца се помињу у литератури кроз историју. Стари Египћани су резбарили скакавце на гробницама у периоду од 2470. до 2220. године прије нове ере, а разорна куга се помиње у Књизи изласка у Библији, која се догодила у Египту око 1300. године прије нове ере. Пошасти скакаваца се такође помињу у Курану.
Књига за дјецу Ерика Карла — „Веома гладна гусјеница“, приказује ларву као изузетно гладну животињу.

### Самоважност
„Дрски инсект“ је група од пет басни, које се понекад приписују Езопу, у вези са инсектом који може да буде мува, комар или бува, и који се надима да би изгледао важан.

### Смрт и пропадање
У библијској четвртој пошасти Египта, била су створења способна да нанесу штету људима и стоци, а била су усмјерена само против Египћана и нису утицала на Израелце. Многи извори наводе да су та створења била муве.
Мијагрос је био бог у грчкој митологији који је тјерао муве током приношења жртава Зевсу и Атини; Зевс је послао муву да угризе Пегаза, због чега је Белерофонт пао назад на Земљу када је покушао да зајаше крилатог коња до планине Олимп.
Пјесма Емили Дикинсон из 1855. „Чула сам зујање муве када сам умрла“, односи се на муве у контексту смрти, гдје муве представљају транзицију између живота и смрти. У роману Вилијема Голдинга из 1954. — Господар мува, мува је симбол дјеце, која се нађу на усамљеном острву у Пацифичком океану након пада авиона и бирају свога вођу.

### Лакомисленост
У једној од Езопових басни — „Цврчак и мрави“, мрави вриједно ради цело љето, док се цврчак игра. Зими, мрави су спремни, али лакомислени цврчак гладује. Кратка прича Самерсета Мома — „Мрав и скакавац“, истражује симболику басне путем сложеног кадрирања.

### Невјерност
Друге људске слабости, осим непромишљености, постале су идентификоване са понашањем скакавца. Невјерна жена (која скаче од мушкарца до мушкарца) је „скакавац“ у приповијетки Антона Чехова из 1892. као и у филмовима Самсона Самсонова — „Скакавац“ (1955) и филму Џерија Париза из 1970. заснованом на основу те приче.

### Мучење
Старогрчки драмски писац Есхил у својим поемама користи обаде који јури и мучи Ију, дјевојку повезану са мјесецом, коју непрестано посматрају очи пастира Аргуса, повезаног са свим звијездама: „Ио: Ах! Ха! Опет жаока, убод, убод обада! О земљо, земљо, сакриј се, шупљи облик — Аргус — та зла ствар — стоока." Вилијам Шекспир, инспирисан Есхилом, користи лик Тома о'Бедлама у Краљу Лиру, „којег је зли ђаво водио кроз ватру и кроз пламен, кроз брод и вир, кроз блато и мочвару“, избезумљеног сталном потјером. У трагедији Антоније и Клеопатра, Шекспир на сличан начин упоређује Клеопатрин брзоплети одлазак са бојног поља у Акцијуму са одласком краве коју јури обад, написавши: Повјетарац (обад) на њој, као крава у јуну / подиже једра и лети“, где „јун“ може да алудира не само на мјесец, већ и на богињу Јунону која мучи Ију; а крава заузврат може алудирати на Ију, која се трансформисала у краву у Овидијевом епу „Метаморфозе“.
Љекар и природњак — Томас Мафет је писао да обад „носи пред собом веома тврд, крут и добро збијен убод, којим пробија воловску кожу; он је у моди као велика мува, и приморава звијери из страха од њега само да се усправе до стомака у води, или да се одвезу на шумске стране, хладне хладовине и мјеста где вјетар дува.“ „Плави реп“ је истоимена пјесма у којој се говори о обаду са плаво-црним стомаком који је уобичајен за југоисточни дио Сједињених Држава.
Комарци су били дио усменог предања, па чак и испричаних вицева, а из фолклора који изговара поријекло комарца и приказује његову везу са „чудовиштем које сиса крв“, написано је и илустровано савремено дјело. Тлингитска легенда „Како су настали комарци“, изражава бескрајну муку коју је комарац задао.